# Otl Aicher
Otto „Otl“ Aicher (13. května 1922 Ulm – 1. září 1991 Günzburg) byl německý grafický designér, typograf, zakladatel ulmské školy designu a autor piktogramů pro Letní olympijské hry 1972 v Mnichově.

## Osobní život
Narodil se v roce 1922 v ulmské městské části Söflingen. Odmítl vstoupit do Hitlerjugend, kvůli čemuž nebyl nejprve připuštěn k Abitur, německé obdobě maturity. Za protistátní činnost byl krátce zadržen Gestapem. V září 1941 byl odveden na frontu. Byl aktivním členem Bílé růže a blízkým přítelem sourozenců Schollových, se kterými vedl filozofické debaty a vyměňoval si eseje. Před koncem války v roce 1945 dezertoval. S nejstarší sestrou popravených Sophie a Hanse Inge (1917–1998) se v roce 1952 oženil, pár měl spolu pět dětí. Aicher zemřel 1. září 1991 v nemocnici v Günzburgu na následky dopravní nehody.

## Kariéra
Po válce studoval sochařství a začal se aktivně zajímat o budoucí liberální směřování německé společnosti, k čemuž měl sloužit mimo jiné kvalitní funkcionální design všedních věcí bez patosu. V roce 1948 si založil vlastní grafické studio v Ulmu a podílel se na novém firemním stylu společnosti Braun. S Inge a Maxem Billem založil v Ulmu v roce 1953 vysokou školu designu Hochschule für Gestaltung Ulm, která byla považována za duchovního pokračovatele Bauhausu a jejíž fungování a filozofie vycházely z jejich demokratického pohledu na svět.
Aicher byl zodpovědný za vizuální styl Letních olympijských her 1972 v Mnichově a dbal na to, aby druhé německé hry nijak neodkazovaly na monumentálnost těch v roce 1936. Krajinným architektem her byl jeho přítel Günther Grzimek. Aicher pro hry vytvořil sadu piktogramů, vycházející z piktogramů z Tokia před osmi lety, která zobecněla. Je rovněž autorem identity Lufthansy a v roce 1988 vydal písmo Rotis, pojmenované po vesnici, ve které od roku 1972 žil. Aicher navrhl busty sourozenců Schollových vystavené v Ulmu.

## Galerie

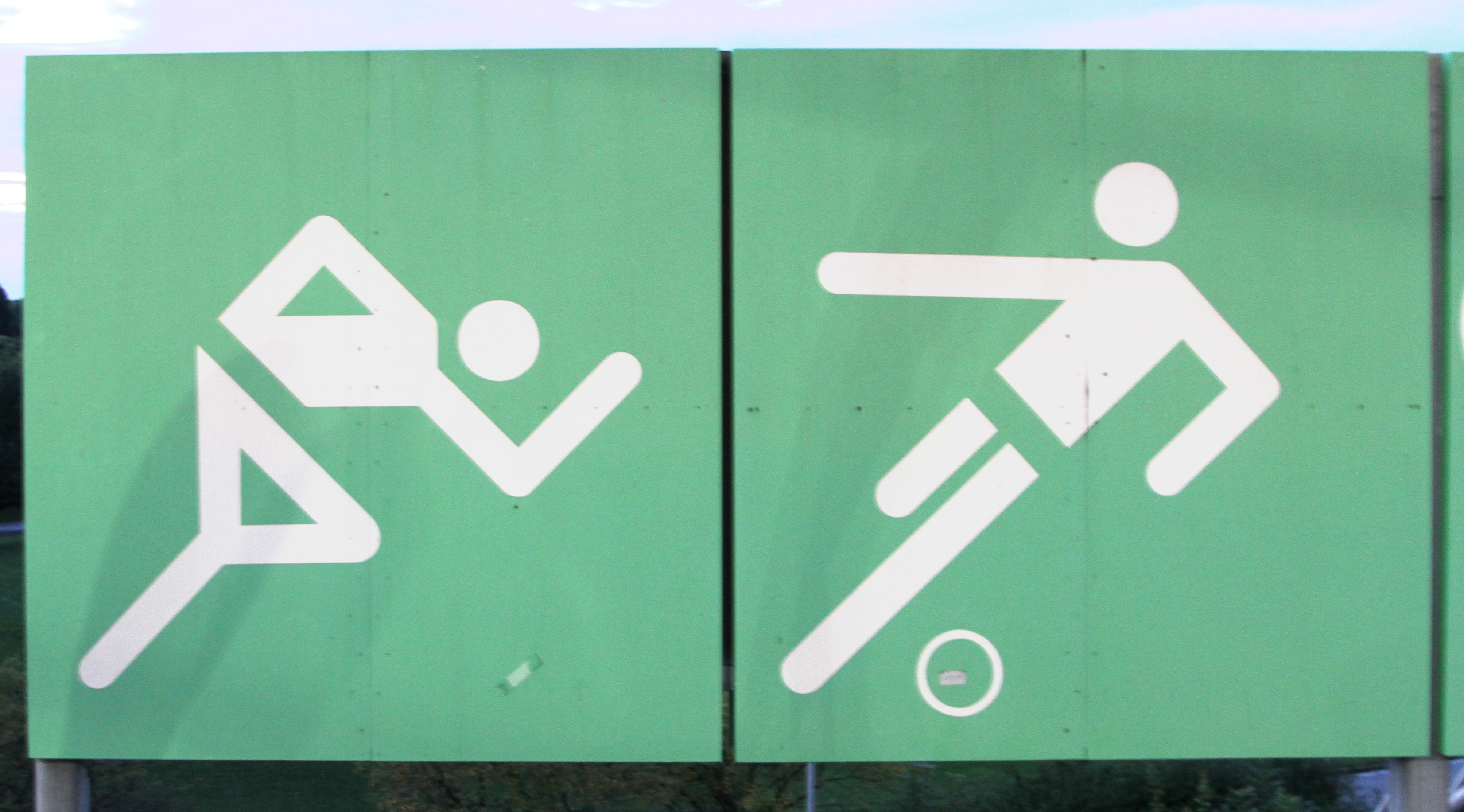
piktogramy znázorňující atletiku a fotbal
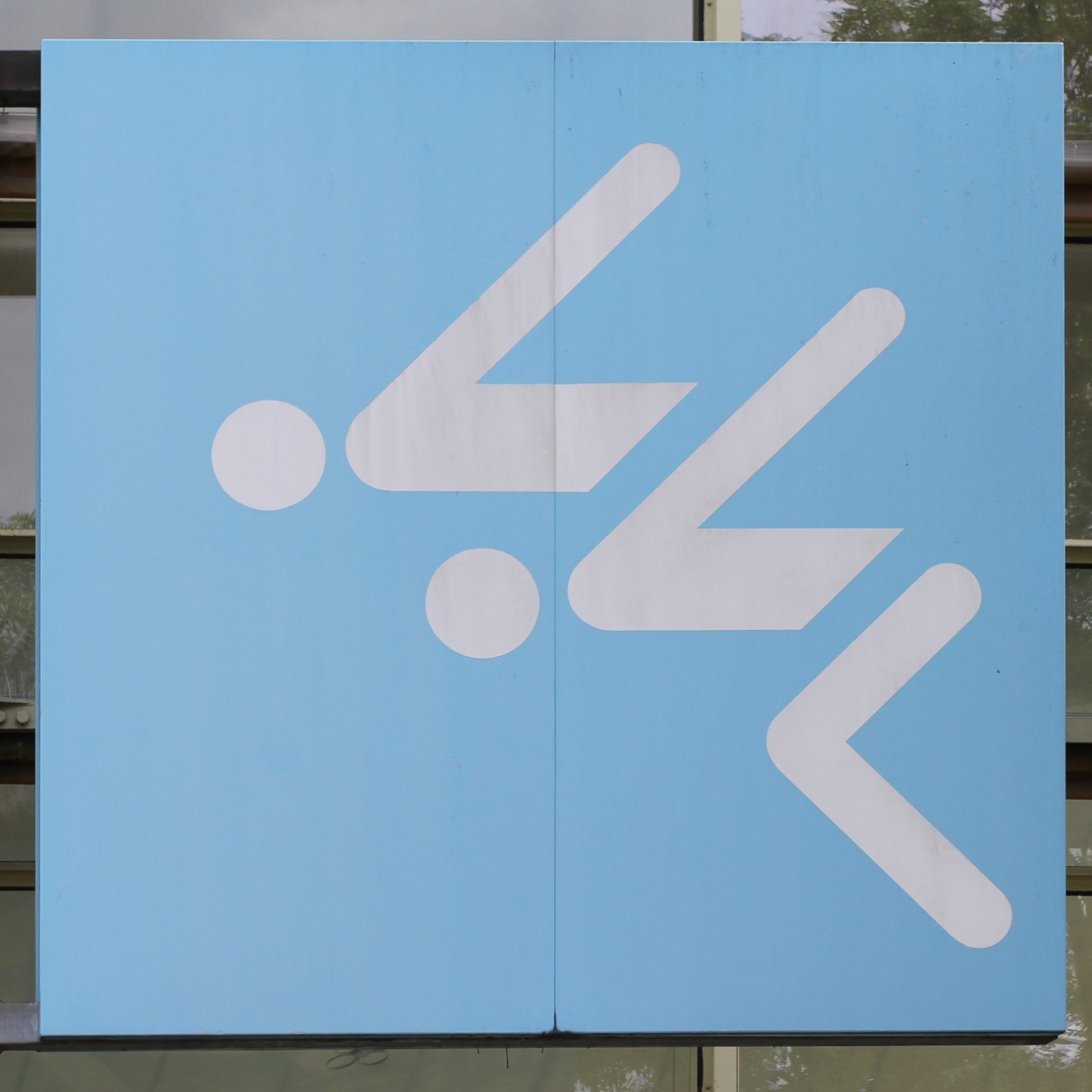
piktogram znázorňující plavání
písmo Rotis
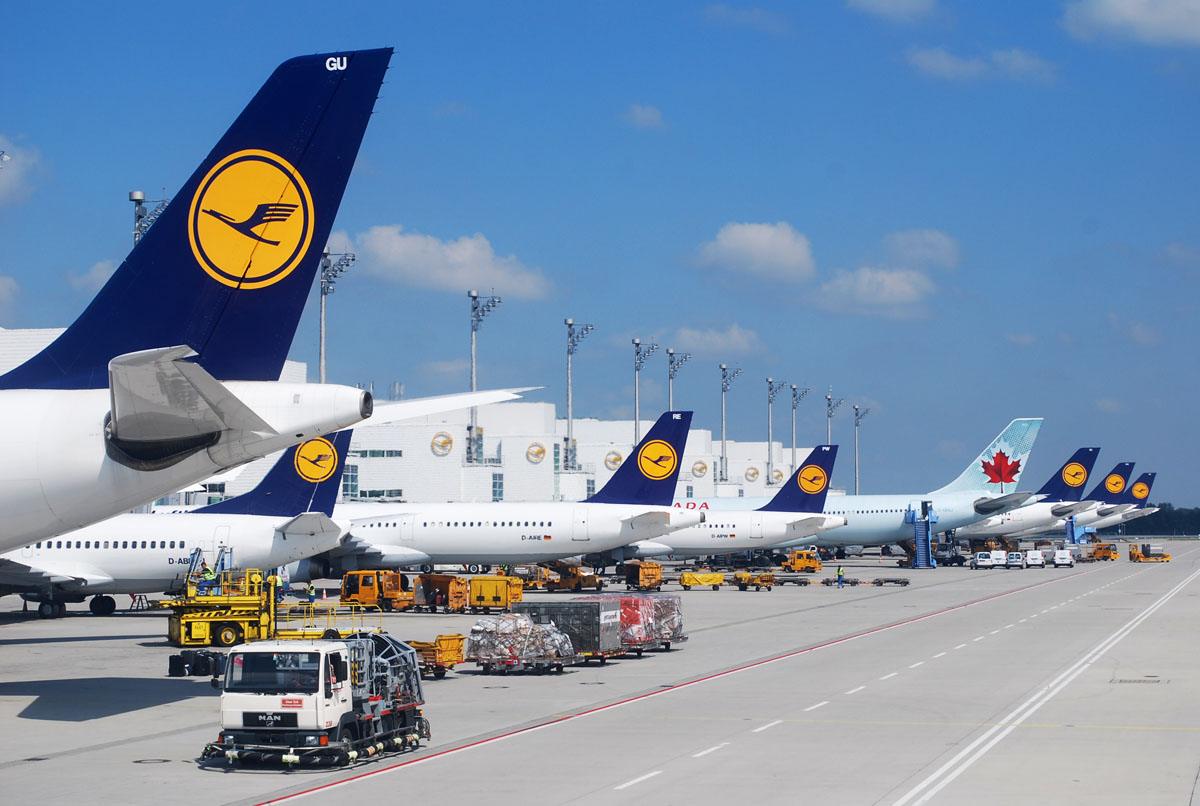
ocasní plochy letadel Lufthansa